# 2015 год в театре

## События
- 12 апреля — в Королевском театре Ковент-Гарден (Лондон) прошла церемония вручения премии Лоренса Оливье. Наибольшее количество наград — четыре — получил мюзикл «Солнечный полдень». Лучшей новой пьесой была признана «Король Карл III».
- 26 мая, Москва — жюри приза «Бенуа» отметило создателей балета «Зимняя сказка[англ.]»: композитора Джоби Толбота[англ.], хореографа Кристофера Уилдона и танцовщика Эдуарда Уотсона[англ.]. Также были награждены балерина Светлана Захарова и художник Джон Макферлейн.
- 7 июня — в концертном зале «Радио Сити Мьюзик Холл» (Нью-Йорк) прошла 69-я церемония вручения премии «Тони». По 5 премий в категории для драматических спектаклей и мюзиклов соответственно взяли «Загадочное ночное убийство собаки» и «Забавный дом».
- 1 октября — состоялась вторая интернет-трансляция «Международный день балета», в которой участвовали Австралийский балет, Балетная труппа Большого театра, Королевский балет, Национальный балет Канады и Балет Сан-Франциско[англ.], с включением презентаций различных приглашённых компаний.

### Постановки
- 24 февраля — премьера балета Джона Ноймайера «Песнь о земле» на музыку одноимённой симфонии Густава Малера (Парижская национальная опера, театр Пале Гарнье). Главные партии исполнили Матьё Ганьо[фр.], Карл Пакетт[фр.], Летиция Пюжоль[фр.], Лора Эке[фр.].
- 21 ноября — премьера спектакля театра кукол «Оскар», философской притчи по роману «Оскар и Розовая Дама» Эрика-Эммануэля Шмитта, поставленный Михаилом Урицким в Киевском муниципальном академическом театре кукол. «Лучший спектакль» и лауреат в номинации «Лучшая режиссёрская работа» премии «Киевская пектораль» за 2015 год.[1]

## Деятели театра

### Скончались
- 7 января — Наталья Ажикмаа-Рушева, артистка балета, одна из первых тувинских балерин.
- 12 января — Елена Образцова, оперная певица (меццо-сопрано), народная артистка СССР (1976), Герой Социалистического Труда (1990).
- 15 января — Римма Маркова, актриса театра и кино, народная артистка России (1994).
- 26 января — Татьяна Шах-Азизова, театровед и сценарист («Сон доктора Чехова»).
- 28 января — Татьяна Лебедева, артистка балета, солистка Нижегородского театра оперы и балета им. А. С. Пушкина, заслуженная артистка РСФСР (1979).
- 2 февраля
  - Рим Аюпов, актёр театра и кино, заслуженный артист РСФСР (1984).
  - Ольга Савицкая, польская артистка балета, хореограф.
- 4 марта — Джордже Мотой, румынский театральный деятель, актёр, театральный режиссёр. Заслуженный артист Румынии.
- 22 марта — Аркадий Арканов, писатель-сатирик, драматург и сценарист, народный артист РСФСР.
- 6 апреля — Владимир Михайлин, директор Ивановского областного театра кукол (1982—2006), заслуженный работник культуры России (1994).
- 9 апреля — Георгий Жемчужин, дирижёр Московского музыкального театра им. Станиславского и Немировича-Данченко (с 1960), заслуженный деятель искусств РСФСР (1978).
- 9 апреля — Рогволд Суховерко, актёр московского театра «Современник», заслуженный артист России (2002).
- 10 апреля — Джудит Малина, американская актриса, режиссёр и сценарист.
- 15 апреля — Лев Асауляк, артист балета, солист Пермского театра оперы и балета им. П. И. Чайковского (1956—1977), заслуженный артист РСФСР (1965).
- 15 апреля — Ефим Байковский, актёр театра и кино, народный артист России (2001).
- 17 апреля — Виктор Коршунов, актёр Малого театра (с 1952 года), театральный режиссёр и педагог, народный артист СССР (1984).
- 18 апреля — Александр Блок, актёр Санкт-Петербургского театра им. Ленсовета (с 1985) и Театрального центра на Коломенской (с 2009), заслуженный артист России (2003).
- 19 апреля — Антонина Баулина, актриса Чувашского русского драматического театра (1959—2009), народная артистка Чувашии (1980).
- 20 апреля — Ян Матыяшкевич, польский актёр театра и кино.
- 21 апреля — Сергей Сураков, актёр цыганского театра «Ромэн» (с 1982), заслуженный артист России (2001).
- 22 апреля — Геннадий Венгеров, немецкий и российский актёр театра и кино, диктор.
- 24 апреля — Муслимбек Кемцуров, актёр Даргинского музыкально-драматического театра им. О. Батырая (с 1977), режиссёр, заслуженный артист России (2014).
- 28 апреля — Анатолий Бердышев, артист балета, солист Новосибирского театра оперы и балета (1966—1990), народный артист РСФСР (1976).
- 28 апреля — Лидия Запорожцева, артистка Одесского театра музыкальной комедии и Киевского театра оперетты (1963—1985), заслуженная артистка Украинской ССР.
- 30 апреля — Никлания Шмакова, артистка Севастопольского русского драматического театра им. А. В. Луначарского (1967—1989), заслуженная артистка Удмуртии.
- 2 мая — Майя Плисецкая, прима-балерина Большого театра (до 1990), одна из величайших балерин XX века.
- 6 мая — Валерий Дьяконов, актёр Красноярского драматического театра им. А. С. Пушкина, народный артист РСФСР (1986), лауреат Государственной премии РСФСР им. К. С. Станиславского (1982).
- 10 мая — Софья Аверичева, актриса Ярославского театра драмы им. Ф. Волкова.
- 16 мая — Фёдор Сахиров, актёр театра и кино, главный режиссёр Бурятского театра драмы им. Хоца Намсараева (1965—1983), народный артист РСФСР (1983).
- 20 мая — Михаил Пахомов, оперный певец (бас), солист Новосибирского театра оперы и балета (1974—2007), заслуженный артист РСФСР (1989).
- 20 мая — Ян Прохыра, актёр варшавского Еврейского театра, лауреат Фестиваля польских фильмов за роль в фильме «Обломов» (1978).
- 29 мая — Юрий Муравицкий, актёр театра и кино, заслуженный артист Украины.
- 30 мая — Леонид Сатановский, актёр театра и кино, народный артист России (1999).
- 1 июня — Александр Башуров, актёр Курганского театра драмы (с 1965), заслуженный артист России (1994).
- 4 июня — Хамид Яруллин, актёр Башкирского театра драмы им. Мажита Гафури, заслуженный артист РСФСР (1985).
- 5 июня — Анатолий Бузинский, актёр Тюменского драматического театра, заслуженный артист России (1997).
- 6 июня — Пьер Брис, французский актёр театра и кино.
- 7 июня — Сергей Цветков, артист балета, солист Нижегородского театра оперы и балета (1982—2002), заслуженный артист России (1994).
- 8 июня — Валерий Левенталь, художник и театральный сценограф, народный художник СССР (1989).
- 10 июня — Георгий Дрозд, актёр театра и кино, народный артист Украины (1999).
- 12 июня — Александр Мезенцев, актёр театра и кино, народный артист России (1995).
- 13 июня — Ежи Красунь, польский актёр театра и кино.
- 13 июня — Серхио Ренан, аргентинский актёр и режиссёр театра и кино, номинант на премию «Оскар» за фильм «Перемирие» (1975).
- 13 июня — Елизавета Уварова, критик, театровед, историк театра и эстрады, доктор искусствоведения, профессор.
- 17 июня — Виталий Ишутин, оперный певец (тенор), солист Мариинского театра (с 2010), директор оперной труппы Приморского театра оперы и балета (с 2014).
- 18 июня — Иван Калинин, театральный художник и писатель.
- 19 июня — Иван Подойницын, директор Якутского русского драматического театра им. А. С. Пушкина (1985—2007), почётный гражданин Якутии (2000).
- 19 июня — Станислава Шиманская, актриса театра и кино, заслуженная артистка Украинской ССР.
- 20 июня — Галина Малышева, актриса Кировского драматического театра им. С. М. Кирова (с 1976), народная артистка России (2000).
- 21 июня — Александр Горбань, театральный режиссёр.
- 23 июня — Магали Ноэль, французская актриса театра, кино и кабаре, певица.
- 23 июня — Арнольд Ранцанц, актёр Белорусского музыкального театра (с 1979) и киноактёр, заслуженный артист Украинской ССР (1978) и Республики Беларусь (2000).
- 24 июня — Сания Исмагилова, актриса Татарского театра драмы и комедии им. К. Тинчурина, народная артистка Татарстана.
- 26 июня — Лев Елисеев, актёр театра и кино («Последнее дело Варёного», «Молох», «Свой-чужой», «Столыпин… Невыученные уроки»), заслуженный артист РСФСР (1984).
- 5 июля — Андрей Бронников, актёр театра и кино, заслуженный артист России (2008).
- 9 июля — Константин Добрунов, главный режиссёр Донецкого областного русского драматического театра (c 2000).
- 9 июля — Елена Хромова, актриса театра и кино, мастер дубляжа, артистка МХАТ им. М. Горького, заслуженная артистка РСФСР (1959).
- 10 июля — Роджер Рис, валлийский театральный актёр и режиссёр, лауреат премий Лоуренса Оливье (1980) и «Тони» (1982) за пьесу «Жизнь и приключения Николаса Никлби».
- 11 июля — Леонардас Зельчюс, актёр театра и кино и театральный режиссёр, народный артист Литовской ССР (1988).
- 11 июля — Людмила Кудрявцева, актриса театра и кино, народная артистка России (1997).
- 12 июля — Сергей Арцибашев, актёр театра и кино и театральный режиссёр, народный артист России (2005).
- 15 июля — Валентин Бурый, актёр Сумского театра для детей и юношества, народный артист Украины (2013).
- 22 июля — Фарида Мустаева, артистка балета и педагог, солистка Башкирского театра оперы и балета.
- 23 июля — Вячеслав Теплов, актёр Вологодского театра юного зрителя, заслуженный артист России (2005).
- 25 июля — Юрий Попов, актёр Полтавского областного музыкально-драматического театра им. Н. В. Гоголя (с 1963), народный артист Украины (2001).
- 2 августа — Валентин Букин, актёр театра и кино, заслуженный артист России (2003).
- 4 августа — Юрий Пронин, актёр театра и кино, заслуженный артист России.
- 10 августа — Владимир Солопов, актёр Ярославского театра драмы им. Ф. Волкова, народный артист РСФСР (1967).
- 14 августа — Сергей Журавель, актёр минского Театра имени Янки Купалы (с 2009), народный артист Белоруссии (2011).
- 17 августа — Александр Чмыхалов, актёр Киевского театра юного зрителя на Липках.
- 18 августа — Юрий Митрофанов, актёр Азербайджанского русского драматического театра имени Самеда Вургуна, заслуженный артист Азербайджана.
- 20 августа — Лев Дуров, актёр театра и кино, народный артист СССР (1990).